# Брандау
Бранда́у (порт. Brandão; уроджений Еваеверсон Лемус да Сілва, порт. Evaeverson Lemos da Silva; нар. 16 червня 1980 року, Сан-Паулу, Бразилія) — бразильський футболіст, нападник.

## Клубна кар'єра

### Початок кар'єри

#### Галу Марінга
Першим клубом бразильця став «Галу Марінга». За який він почав грати у 1998 році. А у стані команди пробув до 2000 року. За цей час зіграв там 18 матчів і забив 5 м'ячів.

#### Уніао Бандейранті
У 2000 році перейшов до «Уніао Бандейранті». Там він був не довго. Але зіграв і забив він більше ніж за свій перший клуб. Зігравши 26 матчів і забивши 7 голів, Брандау покинув команду.

#### Іраті
З 2001 по 2002 рік грав за ще один бразильський клуб — «Іраті». Тут він забив 7 м'ячів, як і у минулій команді. Але за 20 матчів. Як висновок, він отримав менше ігрової практики, але статистика забитих м'ячів не погіршилася.
В 2002 році Брандау вирушив в оренду до «Сан-Каетану». Тут він показав свій найкращий рівень за 4 роки кар'єри. 23 матчі і 10 голів.

### Шахтар

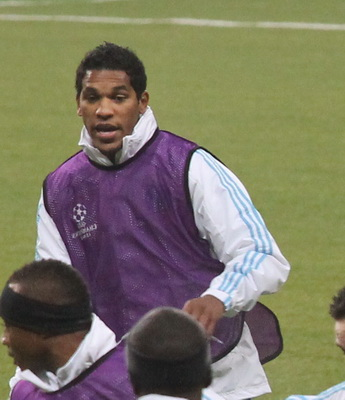
Брандау готується до матчу Ліги чемпіонів у складі «Олімпіка»

У 2002 році підписав контракт з донецьким Шахтарем. В перший рік бразилець провів звичайний для себе сезон. 26 матчів і 5 голів. У наступному сезоні зіграв стільки ж матчів, але забив на 5 м'ячів більше.
У сезоні 2004/2005 зіграв 36 матчів і забив аж 20 голів.
У 2005 році забив другий за швидкістю гол в історії українського чемпіонату. Від цього постраждав харківський «Металіст».
У сезоні 2005/2006 став найкращим бомбардиром Чемпіонату України. Разом із Еммануелем Окодувою.
Далі Брандау виступав не стабільно. Один сезон в нього вдасться, інший — ні… Так продовжувалось до 2009 року. Взагалом за «гірників» він зіграв 220 матчів і забив 91 гол.

### Олімпік (Марсель)
У 2009 році перейшов до марсельського Олімпіку за 6 млн євро. Також на нього претендували клуби з Бразилії та Росії. Але кінцевим рішенням став перехід саме в «Олімпік». У Лізі-1 бразилець зіграв 81 матч і забив 17 м'ячів.
Потім відправлявся в оренду до Бразилії в 2011. Але там не заграв.

### Сент-Ет'єн
У 2012 перебрався у Сент-Ет'єн. Став володарем Кубку Франції в 2013 році. За два роки тут він зіграв 53 матчі і забив лише 16 м'ячів.

### Бастія
У 2014 році перейшов до Бастії.

## Статистика
Статистика виступів за «Шахтар»:
| Клуб   | Сезон   | Чемпіонат | Чемпіонат | Кубок | Кубок | Єврокубки | Єврокубки | Суперкубок | Суперкубок | Всього | Всього |
| Клуб   | Сезон   | Ігри      | Голи      | Ігри  | Голи  | Ігри      | Голи      | Ігри       | Голи       | Ігри   | Голи   |
| ------ | ------- | --------- | --------- | ----- | ----- | --------- | --------- | ---------- | ---------- | ------ | ------ |
| Шахтар | 2002-03 | 18        | 4         | 6     | 1     | 2         | 0         | -          | -          | 26     | 5      |
| Шахтар | 2003-04 | 18        | 8         | 3     | 1     | 5         | 1         | -          | -          | 26     | 10     |
| Шахтар | 2004-05 | 21        | 12        | 5     | 5     | 10        | 3         | -          | -          | 36     | 20     |
| Шахтар | 2005-06 | 26        | 15        | 1     | 1     | 9         | 5         | -          | -          | 36     | 21     |
| Шахтар | 2006-07 | 20        | 9         | 5     | 1     | 10        | 0         | 1          | 0          | 36     | 10     |
| Шахтар | 2007-08 | 25        | 12        | 3     | 2     | 10        | 5         | 1          | 0          | 39     | 19     |
| Шахтар | 2008-09 | 12        | 5         | 1     | 0     | 7         | 1         | 1          | 0          | 21     | 6      |
| Всього | Всього  | 140       | 65        | 24    | 11    | 53        | 15        | 3          | 0          | 220    | 91     |

## Досягнення

### Командні
«Сан-Каетану»
- Чемпіонат штату Парана, переможець: 2002
- Фіналіст Кубку Лібертадорес: 2002

 «Шахтар»
- Чемпіон України: 2004-05, 2005-06, 2007-08
- Володар кубка України: 2003-04, 2007-08
- Володар Суперкубка України: 2005, 2008

 «Олімпік» (Марсель)
- Чемпіон Франції: 2009-10
- Володар кубка ліги: 2010, 2012

 «Сент-Етьєн»
- Володар Кубка ліги: 2013

### Індивідуальні
- 5 бомбардир в історії донецького «Шахтаря»
- Найкращий бомбардир чемпіонату України: 2005/2006 (разом з Еммануелем Окодувою)